# 本质上确界和本质下确界
本质上确界和本质下确界的概念与上确界和下确界有关，但前者与测度论的关联性更大，其中通常要涉及不是处处都成立的命题，而是几乎处处，也就是说，除了在测度为零的集合以外。
设(X, Σ, μ)为测度空间，并设f : X → R为定义在X上的实函数，它并不一定是可测的。实数a称为f的上确界，如果对于X内的所有x，都有f(x) ≤ a，也就是说，集合
{\displaystyle \{x\in X:f(x)>a\}}
是空集。而a称为本质上确界，如果集合
{\displaystyle \{x\in X:f(x)>a\}}
的测度为零，也就是说，对于X内的几乎所有x，都有f(x) ≤ a。
更加正式地，f的本质上确界，ess sup f，定义为：
{\displaystyle \mathrm {ess} \sup f=\inf\{a\in \mathbb {R} :\mu (\{x:f(x)>a\})=0\}\,}
如果本质上确界的集合{\displaystyle \{a\in \mathbb {R} :\mu (\{x:f(x)>a\})=0\}}不是空集，否则ess sup f = +∞。 
类似地，我们也可以定义本质下确界：
{\displaystyle \mathrm {ess} \inf f=\sup\{b\in \mathbb {R} :\mu (\{x:f(x)<b\})=0\}\,}
如果本质下确界的集合不是空集，否则为−∞。

## 例子
在实数轴上，考虑勒贝格测度和它对应的σ代数Σ。用以下公式定义f：
{\displaystyle f(x)={\begin{cases}5,&{\mbox{if }}x=1\\-4,&{\mbox{if }}x=-1\\2,&{\mbox{ otherwise. }}\end{cases}}}
这个函数的上确界（最大值）是5，下确界（最小值）是−4。然而，函数只在集合{1}和{−1}内才取得这些值，它们的测度为零。在所有其它地方，函数的值为2。因此，函数的本质上确界和本质下确界都是2。
作为另外一个例子，考虑以下的函数：
{\displaystyle f(x)={\begin{cases}x^{3},&{\mbox{if }}x\in \mathbb {Q} \\\arctan {x},&{\mbox{if }}x\in \mathbb {R} \backslash \mathbb {Q} \\\end{cases}}}
其中Q表示有理数。这个函数既没有上界也没有下界，所以上确界和下确界分别是∞和−∞。但是，从勒贝格测度的角度来看，有理数集合的测度为零；因此，真正有关的是在这个集合的补集发生的事情，其中函数由arctan x给出。于是，函数的本质上确界是π/2，本质下确界是−π/2。
最后，考虑函数f(x) = x3对于所有的实数x。它的本质上确界是+∞，本质下确界是−∞。

## 性质
- {\displaystyle \inf f\leq \mathrm {ess} \inf f\leq \mathrm {ess} \sup f\leq \sup f}

本條目含有来自PlanetMath《Essential supremum》的內容，版权遵守知识共享协议：署名-相同方式共享协议。